# 307-я штурмовая авиационная дивизия
307-я штурмовая авиационная Лидская Краснознамённая ордена Суворова дивизия (307-я шад) — соединение Военно-Воздушных сил (ВВС) Вооружённых Сил РККА штурмовой авиации, принимавшее участие в боевых действиях Великой Отечественной войны.

## Наименования дивизии

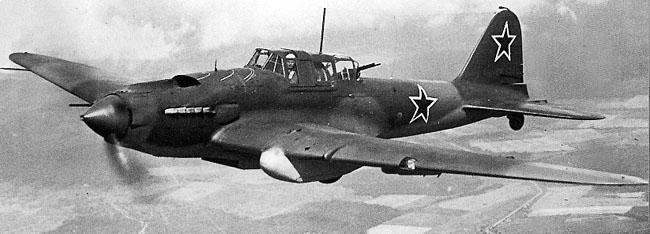
Ил-2

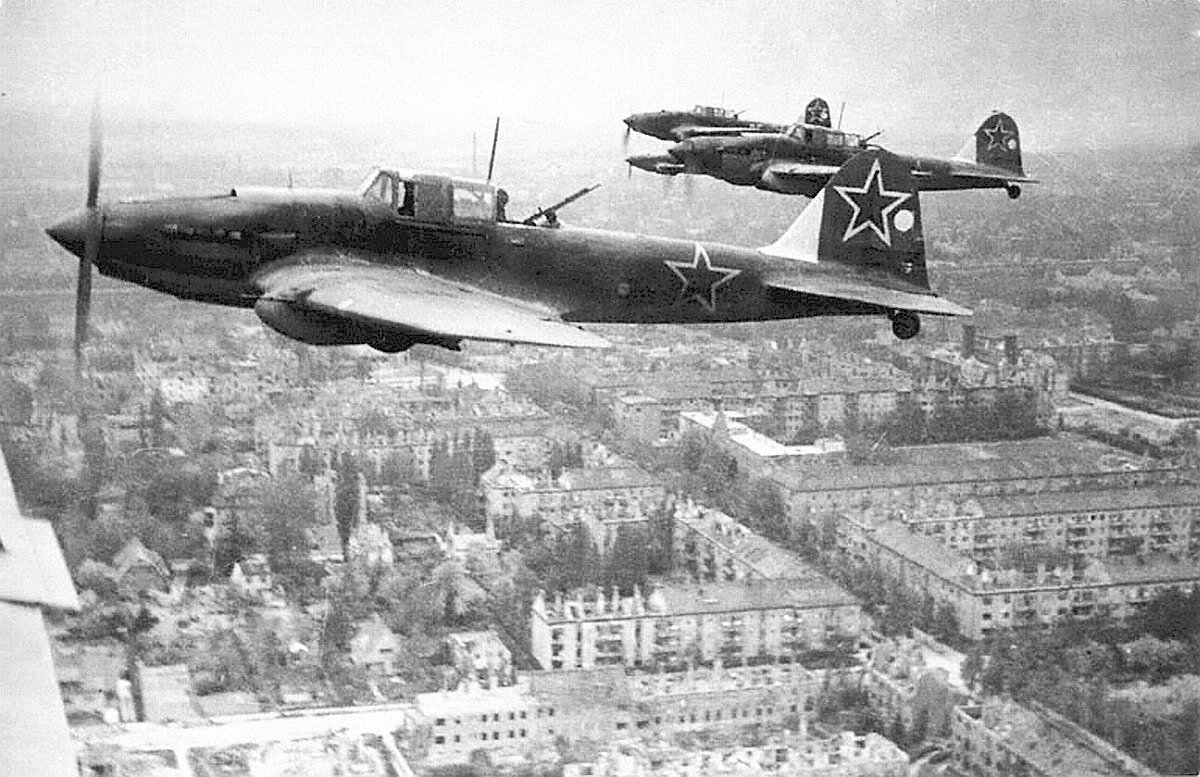
Звено Ил-2 м над Берлином в 1945 году

- 307-я штурмовая авиационная дивизия[1];
- 307-я штурмовая авиационная Лидская дивизия[1];
- 307-я штурмовая авиационная Лидская Краснознамённая дивизия[1];
- 307-я штурмовая авиационная Лидская Краснознамённая ордена Суворова дивизия[1];
- Войсковая часть (Полевая почта) 15582[1].

## История и боевой путь дивизии
307-я штурмовая авиационная дивизия сформирована 1 марта 1943 года Приказом НКО СССР в составе авиации Резерва Ставки ВГК под Тулой путем придания штурмовых авиаполков. После формирования вошла в состав формирующегося 3-го штурмового авиакорпуса Резерва Ставки ВГК. С 23 мая дивизия в составе корпуса вошли в подчинение 15-й воздушной армии Брянского фронта и в июле приступили к боевым действиям в Орловской и Брянской наступательных операциях, поддерживая войска фронта в наступлении из района Мценска на Орел, Брянск и Гомель.
В ноябре 1943 года дивизия переброшена в район Великие Луки на 1-й Прибалтийский фронт, где базировалась до весны 1944 года. Полки дивизии поддерживали войска фронта в Городокской операции, в частных операциях на витебском и полоцком направлениях. Весной 1944 года дивизия передислоцирована в район города Демидов на пополнение летным составом и техникой.
Летом 1944 года дивизия в составе 1-й воздушной армии 3-го Белорусского фронта принимала участие в Белорусской, Витебско-Оршанской, Минской, Вильнюсской и Каунасской операциях, затем в боях под Шяуляем. Дивизия отличилась в боях при освобождении городов Витебск, Дубровно и Лида. За отличия в боях при овладении городом Лида приказом НКО в соответствии с Приказом ВГК № 133 от 9 июля 1944 года дивизии присвоено почётное наименование «Лидская», а её полкам «Оршанские» и «Витебский».
Осенью 1944 года дивизия переброшена на 1-й Украинский фронт в район Львова, Броды, Радзехув. Зимой 1944 года и в течение 1945 года дивизия в составе 3-го штурмового авиакорпуса поддерживали войска фронта в Сандомирско-Силезской, Нижне-Силезской, Верхне-Силезской, Берлинской и Пражской операциях, в боях за освобождение городов Краков, Катовице, Мысловице, Обер-Глогау, Ратибр, Оппельна, Лигниц, Бауцен и далее в наступлении на Дрезден и Прагу.
В составе действующей армии дивизия находилась с 23 мая 1943 года по 18 марта 1944 года, с 4 июня по 30 сентября 1944 года и с 14 ноября 1944 года по 11 мая 1945 года.
После войны дивизия в составе 3-го штурмового авиакорпуса входила в состав 2-й воздушной армии 1-го Украинского фронта (с 10 июня Центральной группы войск) и базировалась на аэродроме Брно (Чехословакия). В августе 1945 года дивизия перебазирована на аэродром Ундервальтерсдорф (Unterwaltersdorf) в Австрии. В связи с массовым послевоенным сокращением 307-я штурмовая авиационная Лидская Краснознамённая ордена Суворова дивизия в январе 1946 года была расформирована в составе 3-го штурмового авиационного корпуса 2-й воздушной армии Центральной группы войск.

## Командир дивизии
- Полковник Кожемякин Александр Владимирович[2], период нахождения в должности: с марта 1943 года по октябрь 1945 года.
- Полковник Покоевой Григорий Прокофьевич[4], период нахождения в должности: с октября по декабрь 1945 года.

## В составе объединений
| Дата          | Фронт (округ)            | Армия                | Корпус                           | Примечания |
| ------------- | ------------------------ | -------------------- | -------------------------------- | ---------- |
| 01.03.1943 г. | Резерв ВГК               | -                    | 3-й штурмовой авиационный корпус | -          |
| 23.05.1943 г. | Брянский фронт           | 15-я воздушная армия | 3-й штурмовой авиационный корпус | -          |
| 10.10.1943 г. | Прибалтийский фронт      | 15-я воздушная армия | 3-й штурмовой авиационный корпус | -          |
| 20.10.1943 г. | 2-й Прибалтийский фронт  | 15-я воздушная армия | 3-й штурмовой авиационный корпус | -          |
| 01.11.1943 г. | 1-й Прибалтийский фронт  | 3-я воздушная армия  | 3-й штурмовой авиационный корпус | -          |
| 18.03.1944 г. | Резерв ВГК               | -                    | 3-й штурмовой авиационный корпус | -          |
| 29.05.1944 г. | 2-й Белорусский фронт    | 1-я воздушная армия  | 3-й штурмовой авиационный корпус | -          |
| 07.09.1944 г. | Резерв ВГК               | 6-я воздушная армия  | 3-й штурмовой авиационный корпус | -          |
| 31.10.1944 г. | Резерв ВГК               | -                    | 3-й штурмовой авиационный корпус | -          |
| 14.11.1944 г. | 1-й Украинский фронт     | 2-я воздушная армия  | 3-й штурмовой авиационный корпус | -          |
| 09.05.1945 г. | 1-й Украинский фронт     | 2-я воздушная армия  | 3-й штурмовой авиационный корпус | -          |
| 10.06.1945 г. | Центральная группа войск | 2-я воздушная армия  | 3-й штурмовой авиационный корпус | -          |
| 01.01.1946 г. | Центральная группа войск | 2-я воздушная армия  | 3-й штурмовой авиационный корпус | -          |

## Части и отдельные подразделения дивизии
За весь период своего существования боевой состав дивизии не претерпевал изменения:
| Период                  | Наименование                                 | Вооружение                         |
| ----------------------- | -------------------------------------------- | ---------------------------------- |
| 14.04.1944 — 01.01.1946 | 154-й гвардейский штурмовой авиационный полк | Ил-2                               |
| 01.02.1943 — 14.04.1944 | 211-й штурмовой авиационный полк             | Ил-2, переименован в 154-й гв. шап |
| 01.02.1943 — 01.01.1946 | 621-й штурмовой авиационный полк             | Ил-2                               |
| 01.02.1943 — 01.01.1946 | 893-й штурмовой авиационный полк             | Ил-2                               |
| 01.08.1943 — 02.01.1944 | 569-й штурмовой авиационный полк             | Ил-2, убыл в 199-ю шад             |

## Участие в операциях и битвах
- Курская битва:
  - Орловская стратегическая наступательная операция[2] — с 12 июля 1943 года по 18 августа 1943 года.
- Брянская операция[2] — с 17 августа 1943 года по 3 октября 1943 года.
- Городокская операция[2] — с 13 октября 1943 года по 31 октября 1943 года.
- Белорусская операция «Багратион»[2] — с 23 июня 1944 года по 29 августа 1944 года.
  - Витебско-Оршанская операция[2] — с 23 июня 1944 года по 28 июня 1944 года.
  - Минская операция[2] — с 29 июня 1944 года по 4 июля 1944 года.
  - Каунасская наступательная операция[2] — с 28 июля 1944 года по 28 августа 1944 года.
  - Вильнюсская наступательная операция[2] — с 5 июля 1944 года по 20 июля 1944 года.
  - Шяуляйская операция[2] — с 5 июля 1944 года по 31 июля 1944 года.
- Висло-Одерская стратегическая наступательная операция
  - Сандомирско-Силезская операция[2] — с 12 января 1945 года по 3 февраля 1945 года.
- Нижне-Силезская наступательная операция[2] — с 8 февраля 1945 года по 24 февраля 1945 года.
- Верхне-Силезская наступательная операция[2] — с 15 марта 1945 года по 31 марта 1945 года.
- Берлинская наступательная операция[2] — с 16 апреля 1945 года по 8 мая 1945 года.
- Пражская операция[2] — с 6 мая 1945 года по 11 мая 1945 года.

## Присвоение гвардейских званий
- 211-й штурмовой авиационный полк переименован в 154-й гвардейский штурмовой авиационный полк[5]

## Почётные наименования
- 307-й штурмовой авиационной Краснознамённой дивизии за отличия в боях при овладении городом Лида приказом НКО в соответствии с Приказом ВГК № 133 от 9 июля 1944 года присвоено почётное наименование «Лидская»[6].
- 154-му гвардейскому штурмовому авиационному полку за отличие в боях при овладении городом и оперативно важным железнодорожным узлом Орша — мощным бастионом обороны немцев, прикрывающим минское направление приказом НКО от 6 июля 1944 года в соответствии с Приказом ВГК № 121 от 27 июня 1944 года присвоено почётное наименование «Оршанский»[7].
- 621-му штурмовому авиационному полку за отличие в боях при овладении городом и оперативно важным железнодорожным узлом Орша — мощным бастионом обороны немцев, прикрывающим минское направление приказом НКО от 6 июля 1944 года в соответствии с Приказом ВГК № 121 от 27 июня 1944 года присвоено почётное наименование «Оршанский»[7]
- 893-му штурмовому авиационному полку за отличие в боях за овладение крупным областным центром Белоруссии городом Витебск — важным стратегическим узлом обороны немцев на западном направлении приказом НКО в соответствии с Приказом ВГК № 120 от 25 июня 1944 года присвоено почётное наименование «Витебский»[8].

## Награды
- 307-я штурмовая авиационная дивизия Указом Президиума Верховного Совета СССР от 21 декабря 1943 года за успешно проведенную операцию по прорыву сильно укрепленной обороны немцев к югу от города Невель награждена орденом «Красного Знамени»[9].
- 307-я штурмовая авиационная Лидская Краснознамённая дивизия за образцовое выполнение заданий командования в боях с немецкими захватчиками при овладении городами Сосновец, Бендзин, Домброва-Гурне, Челядзь и Мысловице и проявленные при этом доблесть и мужество Указом Президиума Верховного Совета СССР от 5 апреля 1945 года награждена орденом «Суворова II степени»[10].
- 154-й гвардейский штурмовой авиационный Оршанский полк за образцовое выполнение заданий командования в боях с немецкими захватчиками при овладении городам Вильнюс и проявленные при этом доблесть и мужество Указом Президиума Верховного Совета СССР от 25 июля 1944 года награждён орденом «Красного Знамени»[11].
- 154-й гвардейский штурмовой авиационный Оршанский Краснознамённый полк за образцовое выполнение заданий командования в боях с немецкими захватчиками, за овладение городам Ченстохова, Пшедбуж и Радомско, и проявленные при этом доблесть и мужество Указом Президиума Верховного Совета СССР от 19 февраля 1944 года награждён орденом «Богдана Хмельницкого II степени»[10].
- 621-й штурмовой авиационный Оршанский Краснознамённый полк за образцовое выполнение заданий командования в боях с немецкими захватчиками, за овладение городом Краков и проявленные при этом доблесть и мужество Указом Президиума Верховного Совета СССР от 19 февраля 1944 года награждён орденом «Суворова III степени»[10].
- 621-й штурмовой авиационный Оршанский полк за образцовое выполнение заданий командования в боях с немецкими захватчиками, за овладение столицей Советской Белоруссии городом Минск и проявленные при этом доблесть и мужество Указом Президиума Верховного Совета СССР от 23 июля 1944 года награждён орденом «Красного Знамени»[11].
- 893-й штурмовой авиационный Витебский полк за образцовое выполнение заданий командования в боях с немецкими захватчиками, за овладение городом Лида и проявленные при этом доблесть и мужество Указом Президиума Верховного Совета СССР от 25 июля 1944 года награждён орденом «Красного Знамени»[11].

## Благодарности Верховного Главнокомандующего
Воинам дивизии объявлены благодарности Верховного Главнокомандующего:
- За успешно проведенную операцию по прорыву сильно укрепленной обороны немцев к югу от города Невель[9].
- За овладение городом Лида[12]
- За отличие в боях при овладении городами Ченстохова, Пшедбуж и Радомско[13].
- За отличие в боях при овладении городом Краков[14].
- За отличие в боях при овладении в Домбровском угольном районе городами Катовице, Семяновиц, Крулевска Гута (Кенигсхютте), Миколув (Николаи) и в Силезии городом Беутен[15].
- За разгром окруженной группировки противника юго-западнее Оппельна и овладении в Силезии городами Нойштадт, Козель, Штейнау, Зюльц, Краппитц, Обер-Глогау, Фалькенберг[16].
- За отличие в боях при овладении городом и крепостью Гданьск (Данциг) — важнейшим портом и первоклассной военно-морской базой немцев на Балтийском море[17].
- За овладение городом и крепостью Бреславль (Бреслау)[18].

## Отличившиеся воины дивизии
- Купцов, Сергей Андреевич, старший лейтенант, заместитель командира эскадрильи 154-го гвардейского штурмового авиационного полка 307-й штурмовой авиационной дивизии 3-го штурмового авиационного корпуса 15-й воздушной армии Указом Президиума Верховного Совета СССР 23 февраля 1945 года удостоен звания Герой Советского Союза. Золотая Звезда № 8297.
- Петров Иван Иванович, старший лейтенант, заместитель командира эскадрильи 211-го штурмового авиационного полка 307-й штурмовой авиационной дивизии 3-го штурмового авиационного корпуса 15-й воздушной армии Указом Президиума Верховного Совета СССР 4 февраля 1944 года удостоен звания Герой Советского Союза. Золотая Звезда № 3522.

## Базирование
| Период            | Место базирования          |
| ----------------- | -------------------------- |
| 05.1945 — 08.1945 | Брно, Чехословакия         |
| 08.1945 — 01.1946 | Унтервальтерсдорф, Австрия |